# Gustave Borgnis-Desbordes

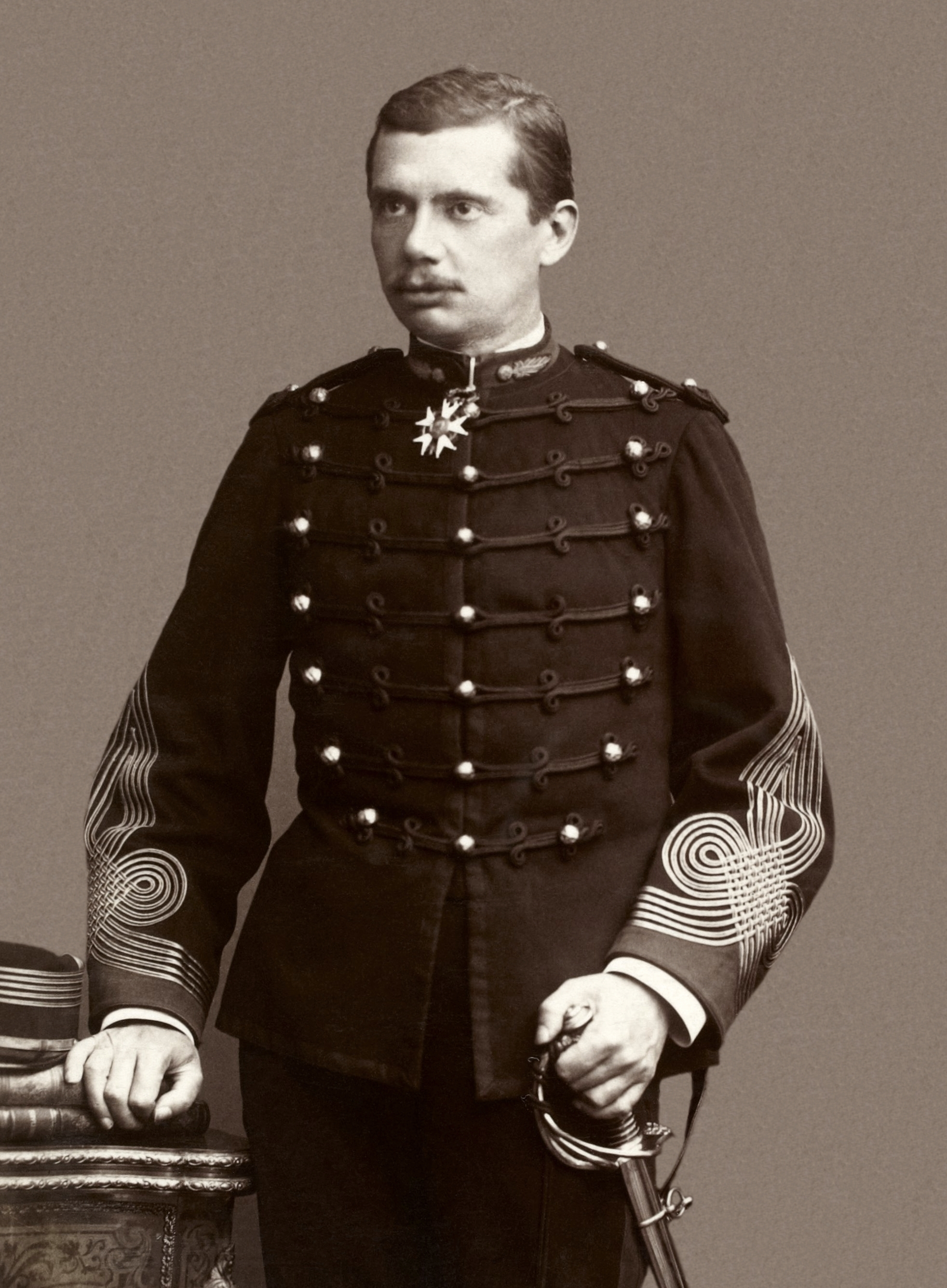
Gustave Borgnis-Desbordes (1886)

Gustave Borgnis-Desbordes (geb. 22. Oktober 1839 in Provins, Frankreich; gest. 18. Juli 1900 in Hanoi, Vietnam) war ein französischer Offizier (zuletzt General), der sich an der französischen Kolonialisierung beteiligte, insbesondere im Territorium des oberen Senegal und in Indochina.

## Leben
Gustave Borgnis-Desbordes wurde am 22. Oktober 1839 in Provins, Département Seine-et-Marne, geboren. Sein Vater war Militäringenieur. Im Oktober 1859 machte er seinen Abschluss an der elitären École polytechnique in der Nähe von Paris und besuchte anschließend die Artillerieschule in Metz. Er trat dann der französischen Marineartillerie bei.

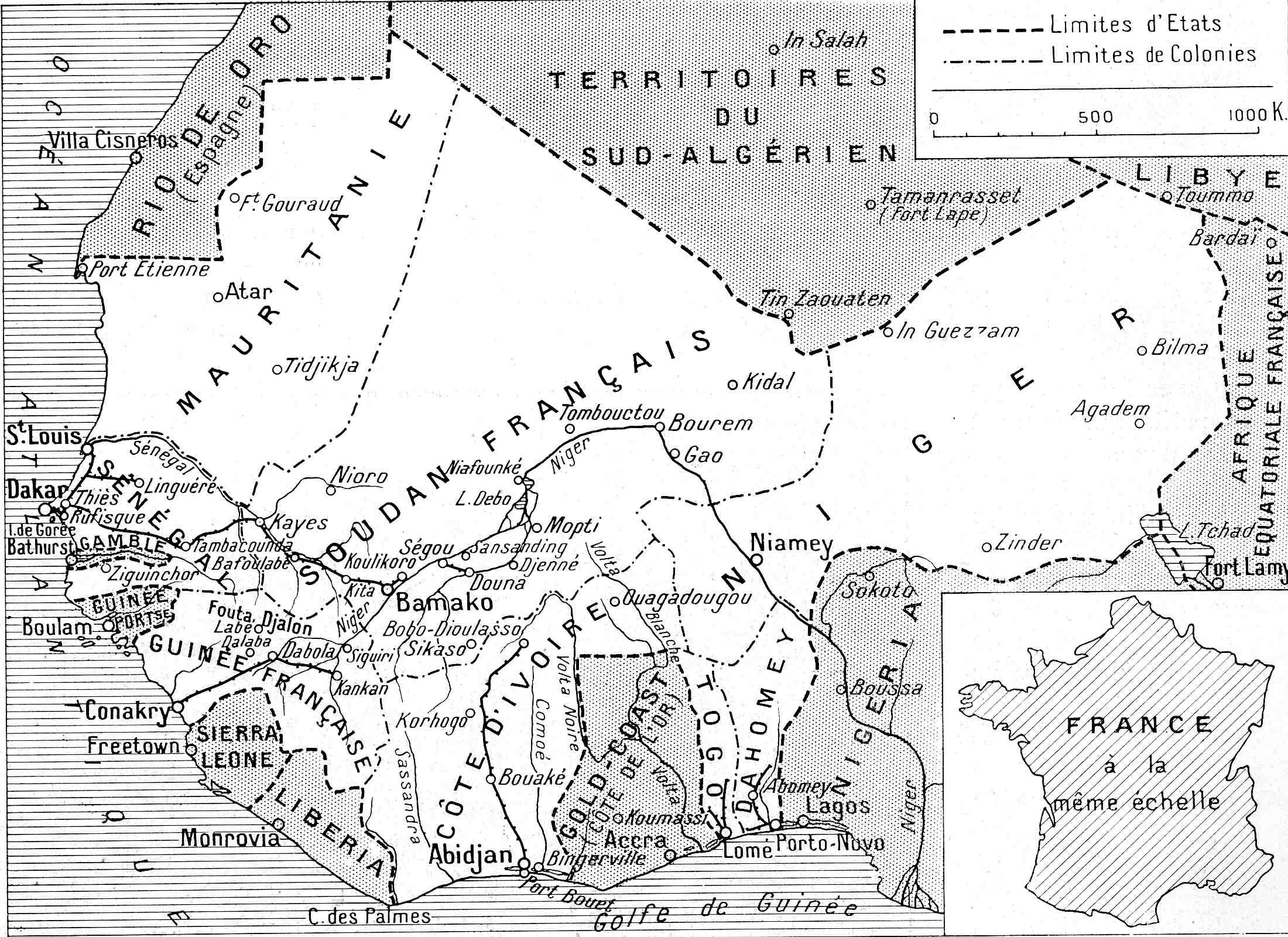
Soudan Français als eine der sieben Kolonien, die Französisch-Westafrika bildeten (1936)

Als Oberbefehlshaber des Gebiets Haut Sénégal  (Obersenegal) wurde er später in den Senegal geschickt und begann die Eroberung. Er ist der Eroberer des Französisch-Sudan, Schöpfer der chemin de fer Niger-Océan, zeichnete sich gegen Samory Touré aus und gründete Kita und Bamako (1881–1883). Er führte drei Feldzüge durch. Bis 1883 waren die Franzosen also in Bamako (im heutigen Mali) und am Fluss Niger. Im gleichen Zeitraum waren die Briten in eine Reihe von Kriegen in Südafrika verwickelt.

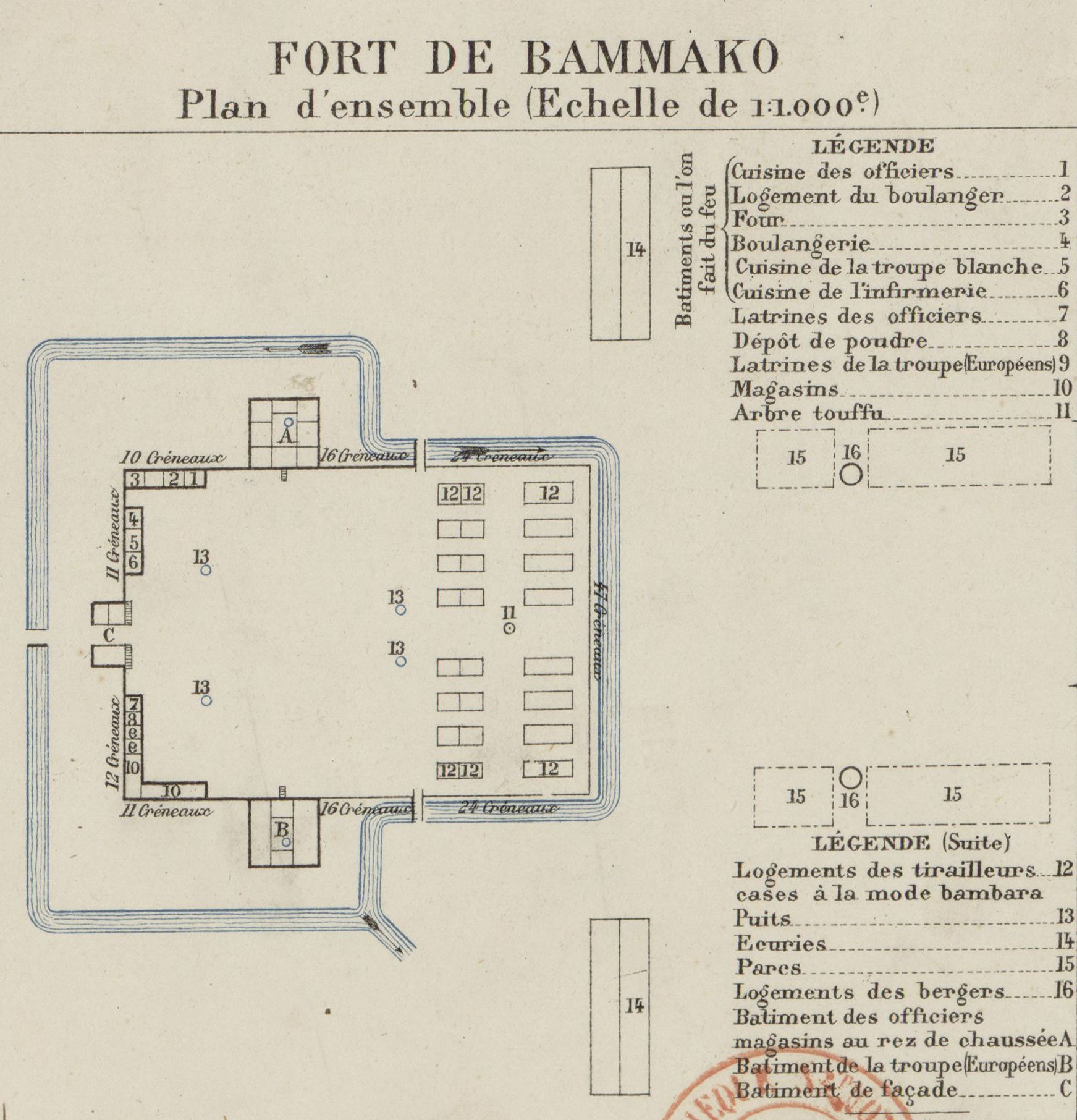
Plan des Forts Bamako

Später kämpfte Borgnis-Desbordes in zunehmend höheren Position in Tonkin (von ca. Mitte bis Ende der 1880er Jahre), wobei er anschließend Oberbefehlshaber der französischen Truppen in Indochina war, eine Position, in der er starb. Er war auch Großoffizier der Ehrenlegion.

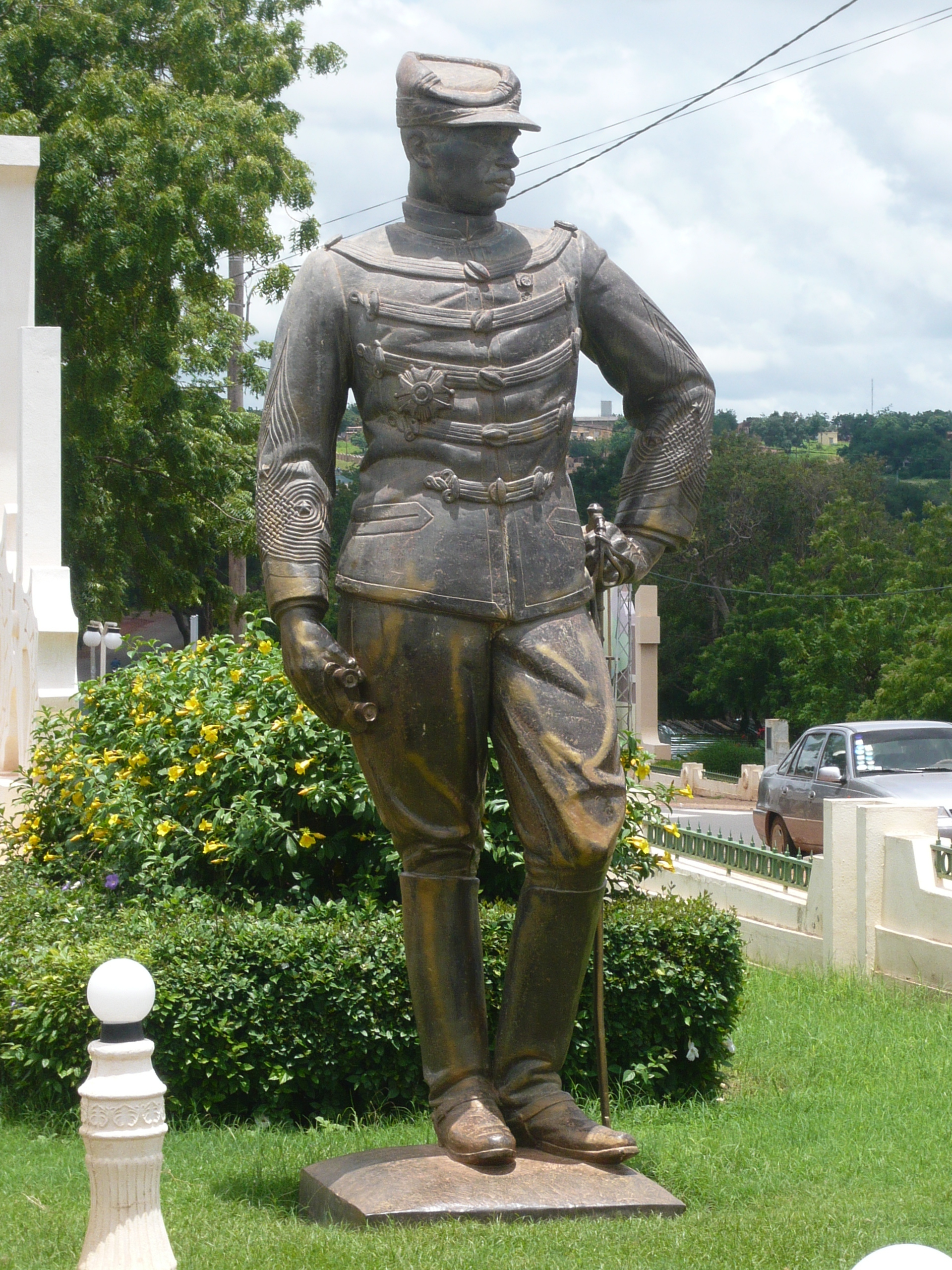
Statue des Général Borgnis-Desbordes, Place des Explorateurs in Bamako (Mali).

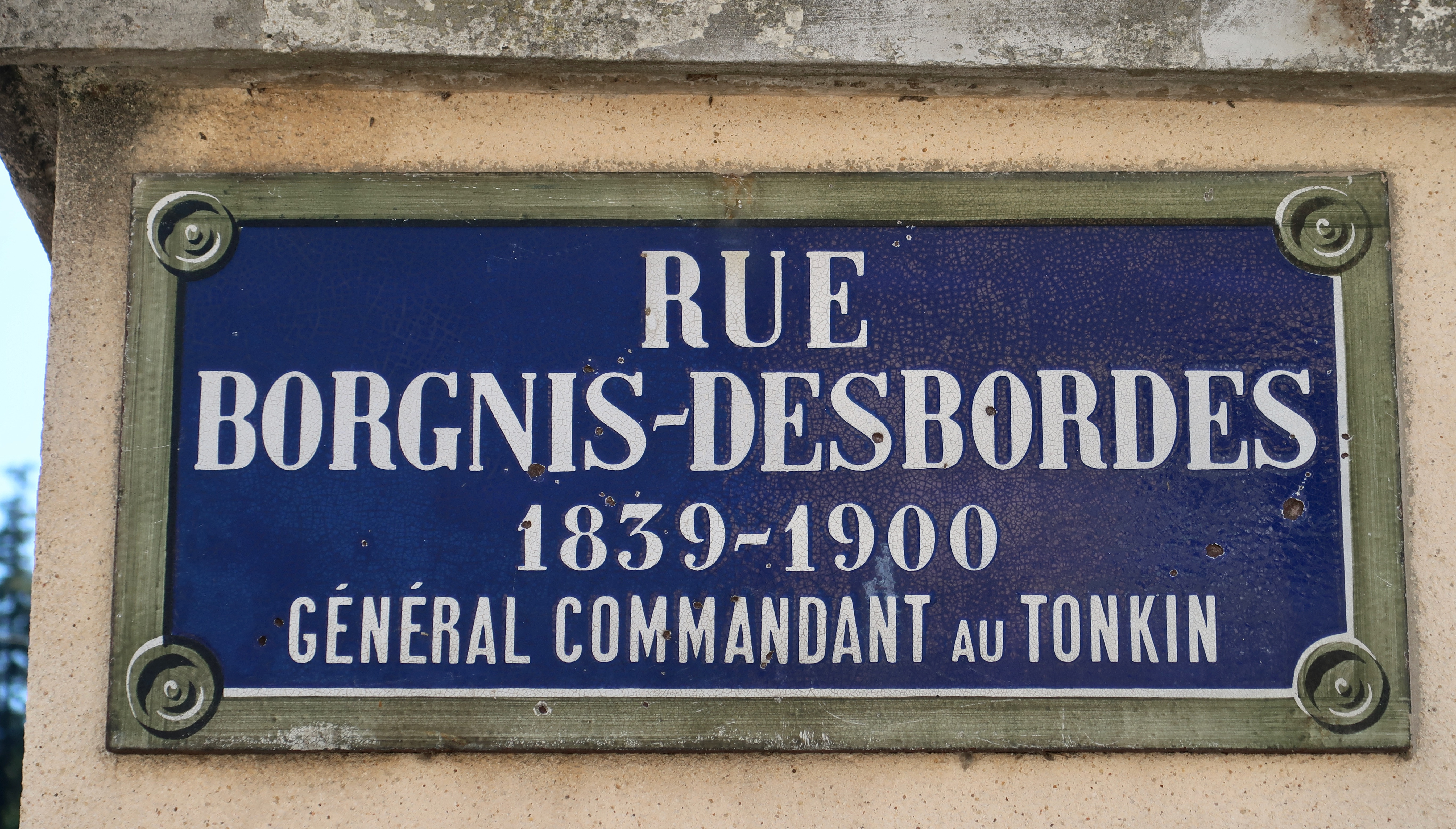
Straßenschild der Rue Borgnis-Desbordes in Versailles (Yvelines)

Die Caserne Borgnis Desbordes in Versailles (Dép. Yvelines) und eine Straße in Bamako (Mali) beispielsweise sind nach ihm benannt, auch die Pflanze Desbordesia insignis.
Er fand Aufnahme in dem Band Les coloniaux français illustres („Berühmte französische Kolonialisten“) mit berühmten Figuren der französischen Kolonialgeschichte.